# 圣达涅莱波
圣达涅莱波（義大利語：San Daniele Po），是意大利克雷莫纳省的一个市镇。总面积22.68平方公里，人口1473人，人口密度64.9人/平方公里（2009年）。国家统计（ISTAT）代码为019089。